# Gerd Beug
Gerd Friedrich Carl Beug (* 23. April 1882 in Stralsund; † 1. Februar 1961 in Marburg) war ein deutscher Ingenieur und Industrieller.

## Leben
Gerd Beug war Sohn des Stralsunder Reeders, Kaufmanns, Fabrikanten und norwegischen Vizekonsuls Carl August Beug und seiner Ehefrau Clara Biener. Nach der Reifeprüfung am Gymnasium in Stralsund zu Ostern 1901, absolvierte er eine praktische Ausbildung in den Eisenbahnwerkstätten in Eberswalde, Kattowitz, Magdeburg-Buckau, Stralsund, Zerbst, Dessau und Kiel. 1902 bis 1907 studierte er an den Technischen Hochschulen Berlin-Charlottenburg und Danzig Ingenieurwissenschaften, sowie seit 1905 an der philosophischen Fakultät der Universität Kiel. 1902 wurde er in Berlin Mitglied des Corps Guestphalia. In Kiel schloss er sich 1905 dem Corps Holsatia an. Nach Abschluss des Studiums an der TH Danzig als Dipl.-Ing. 1907 trat er als Miteigentümer und Leiter der Abteilung Eisengießerei und Maschinenfabrik in die von seinem Großvater Jacob Carl August Beug in Stralsund gegründete Firma C. A. Beug ein. Zusammen mit seinem Bruder Karl Friedrich Beug führte er das Unternehmen bis zu seiner Beschlagnahmung durch die Sowjetische Militäradministration in Deutschland im März 1948.
Gerd Beug war 2. stellvertretender Vorsitzender und Schatzmeister des Verbandes der Deutschen Landmaschinenindustrie und Vorstandsmitglied des Geräteausschusses der Deutschen Landwirtschaftsgesellschaft. Seit 1936 war er kgl.schwedischer Vizekonsul.
Im April 1948 wurde Gerd Beug ohne Angaben von Gründen verhaftet. Im Juli 1949 wurde er vom Sowjetischen Militärtribunal in Greifswald unter dem Vorwurf von Verbrechen gegen die Menschlichkeit zu lebenslanger Haft verurteilt, die durch Amnestie auf 15 Jahre verkürzt wurde. Am zweiten Weihnachtsfeiertag 1955 wurde er vorzeitig aus der Justizvollzugsanstalt Bautzen entlassen und lebte bis zu seinem Tode bei seiner Tochter.  Verheiratet war Beug seit dem 17. September 1909 mit Anna Charlotte Gronow, der Tochter von Ernst August Friedrich Gronow.

## Auszeichnungen
Das Corps Guestphalia Berlin ernannte Gerd Beug am 23. Juni 1956 zum Ehrenmitglied.

## Schriften
- Geschichte des Kränzchens der Gymnasial-Primaner zu Stralsund von 1874 bis 1924. 1924 (zusammen mit Rudolf Knütter)